# Federico Martinengo (F596)
Federico Martinengo (F596) es una fragata en servicio de la Armada italiana. Fue construida por el programa de fragatas multipropósito FREMM.

## Historial operativo
El 9 de mayo de 2019 chocó contra el Sofia Fabio frente a la costa occidental de Sicilia.
El 7 de marzo de 2020, el Federico Martinengo disparó con éxito un misil Aster.